# Тарова
Тарова — деревня в Кудымкарском районе Пермского края. Входила в состав Степановского сельского поселения. Располагается юго-восточнее от города Кудымкара. Расстояние до районного центра составляет 4 км. По данным Всероссийской переписи населения 2010 года, в деревне проживало 497 человек (238 мужчин и 259 женщин).

## История
По данным на 1 июля 1963 года, в деревне проживало 132 человека. Населённый пункт входил в состав Юринского сельсовета.